# Tractat de Tartu

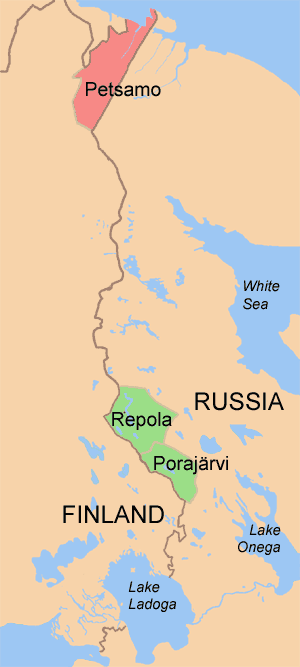
Petsamo (en vermell) passà a mans fineses, mentre que Repola i Porajärvi (en verd) van ser tornades a Rússia

El Tractat de Tartu (en rus: Тартуский мирный договор, en finès: Tarton rauha) és un tractat de pau signat entre Finlàndia i la Rússia soviètica signat el 14 d'octubre de 1920 després de quatre mesos de negociacions. Amb aquest text es fixà la frontera entre ambdós països després que es produïssin la Guerra Civil finesa i la Heimosodat (guerres entre nacions germanes a Carèlia est).
Amb el Tractat de Tartu, es confirmà com a frontera l'antiga línia entre la Rússia imperial i el Gran Ducat de Finlàndia. A més, Finlàndia va rebre Petsamo, cosa que li va permetre tenir una sortida a l'oceà Àrtic. De fet, la possessió d'aquest enclavament havia estat ja una promesa del tsar Alexandre II de Rússia el 1864, que volia intercanviar aquesta ciutat pel control de l'istme de Carèlia. Finlàndia també va estar d'acord a abandonar les zones ocupades de Repola (unida a Finlàndia durant l'Expedició Vienesa) i Porajärvil (unida a Finlàndia durant l'Expedició Aunu a Carèlia est).
El tractat també tenia altres articles, com ara bé el dret soviètic a navegar lliurement entre els ports finesos del llac Ladoga i al Golf de Finlàndia (a través del riu Neva). Alhora, Finlàndia havia de garantir el trànsit terrestre entre la Unió Soviètica i Noruega a través de la regió de Petsamo. Finalment, Finlàndia acceptà desarmar les fortaleses costaneres d'Ino, situada davant de la ciutat soviètica de Kronstadt (a Kotlin), i de les diferents illes exteriors del golf.
Aquest tractat quedà trencat en produir-se l'any 1939 l'atac soviètic sobre Finlàndia i que suposà l'inici de la Guerra d'Hivern.

## Delegació finesa
- Juho Kusti Paasikivi, líder
- Juho Vennola
- Alexander Frey
- Rudolf Walden
- Väinö Tanner
- Väinö Voionmaa
- Väinö Kivilinna

## Delegació Soviètica
- Jan Antonovitš Behrsin-Siemelis
- Platon Michailovitš Keršentsev
- Nikolai Sergejevitš Tihmenjev
- Alexandr Alexandrovitš Samojlo
- Evgenij Andreevitš Berens